# O Mundo Segundo Silvio Luiz
O Mundo Segundo Silvio Luiz é um curta-metragem brasileiro, de 16mm, que tem uma duração de 7min. Lançado em 2000 e dirigido por André Francioli, o filme tem em seu elenco, além do próprio Silvio Luiz (famoso narrador esportivo brasileiro), Adolfo Moura, Eduardo Scatolin e Roberta Estrela D'Alva.
O filme foi exibido nos festivais "Grande Premio Cinema Brasil", em 2000, e ""Curta-se: Festival de Curtas-Metragens de Sergipe", de 2001.

## Ficha Técnica
- Direção: André Francioli
- Produção: Carolina Agabitti, Fábio Silvestre
- Fotografia: Marcelo Muller
- Roteiro: André Francioli
- Edição: André Francioli, Júlio Pessoa
- Som Direto: Thiago Venco
- Trilha original: Eduardo Scatolin

## Prêmios e Indicações
- Melhor Diretor - 16mm no Festival de Brasília em 2000[1]
- Prêmio da ABDeC no Festival de Cinema Universitário da UFF-RJ em 2000[1]
- Prêmio Destaque em Pesquisa de Linguagem no Festival de Cinema Universitário da UFF-RJ em 2000[1]
- Prêmio Especial do Júri no Festival de Gramado em 2000[2]
- Prêmio EVEO no Festival Internacional de Curtas de São Paulo em 2000[3]
- Melhor diretor estreante em 16mm no Festival de Curtas de Belo Horizonte em 2001[1]

### Menções Honrosas
- Associação Brasileira de Documentaristas - 2000[3]